# René Nicolas de Maupeou

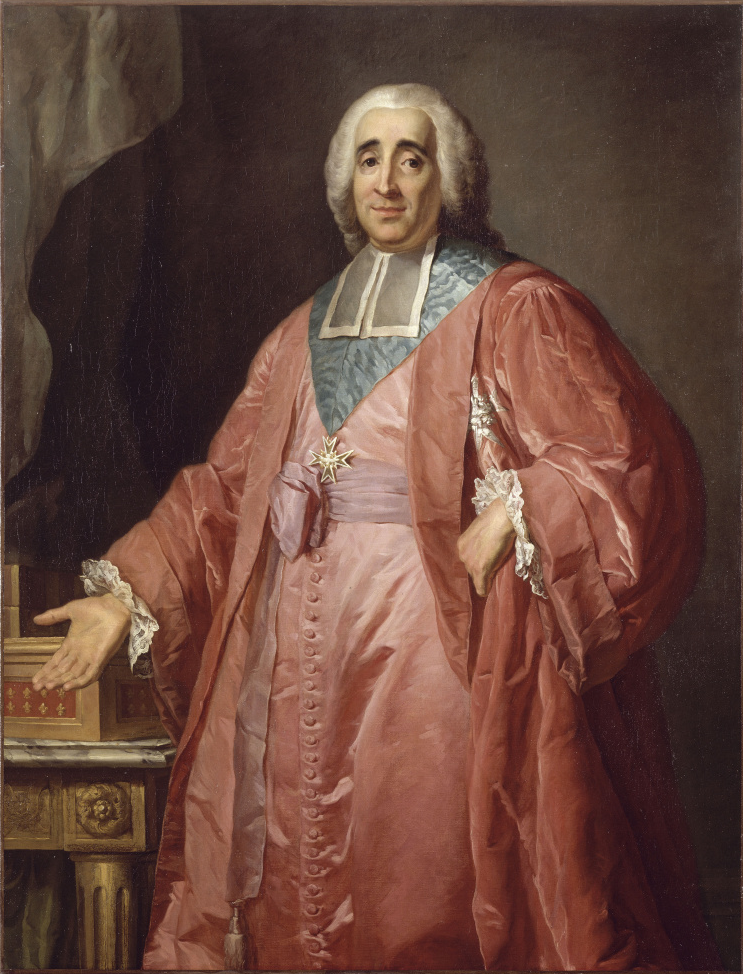
René Nicolas de Maupeou.

René Nicolas Charles Augustin de Maupeou (Montpellier, 25 februari 1714 – Le Thuit, 29 juli 1792) was garde des sceaux en kanselier van Frankrijk onder koning Lodewijk XV.

## Levensloop
Hij was de oudste zoon van René-Charles de Maupeou (1688-1775), die van 1743 tot 1757 voorzitter van het Parlement van Parijs was. In 1744 huwde hij met de rijke erfgename Anne de Roncherolles, een nicht van Madame d'Épinay. Hij werd de rechterhand van zijn vader in het conflict tussen het Parlement van Parijs en aartsbisschop Christophe de Beaumont, die steun kreeg van het hof. Van 1763 tot 1768 was hij zelf voorzitter van het Parlement. In 1768 werd hij kanselier (bijna hetzelfde als minister van Justitie) met de steun van minister van Buitenlandse Zaken Choiseul. Diens val in 1770 was grotendeels zijn werk. Maupeou volgde als kanselier zijn vader op, die het mandaat maar enkele dagen vervuld had.
Hij besloot de autoriteit van de koning tegenover het Parlement te ondersteunen en wou daarom de tien regionale parlementen controleren. Met de steun van Madame du Barry werd een sterke regering in het zadel gebracht, waarin ook d'Aiguillon een belangrijke rol speelde. De abbé Terray werd benoemd als contrôleur général des finances (minister van Financiën). Lodewijk XV was, met deze regering, van plan het koninkrijk stevig – juridisch en financieel – onder controle te brengen. Terray loste de financiële problemen die de Zevenjarige oorlog had veroorzaak op door een gedeeltelijk faillissement. Maupeou zou de controle over de wetgeving terugwinnen, in het bijzonder door de parlementaire registratie van edicten te kortwieken, teneinde de belastinginning te kunnen moderniseren.
De strijd tussen het Parlement van Bretagne en de kanselier begon nadat d'Aiguillon, gouverneur van Bretagne, de procureur-generaal La Chalotais als auteur van anonieme brieven met beschuldigingen tegen zijn regering had gearresteerd. Toen alle Parlementen de kant van La Chalotais kozen, liet Maupeou de procedure opstarten die leidde tot de koninklijke annulering van de parlementsbesluiten.
Omdat de magistraten dit edict weigerden te registreren, moest de koning als hoofd van de justitie op 7 december in Versailles zelf het edict afdwingen in een lit de justice. De Parlementen gingen in staking. Na vijf dagvaardingen om hun functie terug op te nemen, werden de magistraten op 19 januari 1771 individueel, thuis, door musketiers verrast en verplicht om met ja of nee te antwoorden. 38 magistraten antwoordden "ja" en hun collega's die "nee" zeiden werden verbannen. Maupeou installeerde een nieuw koninklijk gerechtshof (de Hervorming van Maupeou), er kwam een nieuw Opperste Hof van Justitie in de provincies en een nieuw Parlement van Parijs nam Justitie over. Deze nieuwe hoven hadden met minder bevoegdheden: het remonstratierecht, dat hen toeliet te protesteren tegen koninklijke beslissingen en waarmee ze moderniserende wetgeving saboteerden, werd hen ontnomen. Rechterlijke en wetgevende macht werden zo meer gescheiden en de greep van de (parlementaire) adel op de wetgeving was gebroken. Vervolgens werd het fiscale Cour des aides afgeschaft. In de praktijk waren de stakende rechters ontslagen en vervangen. In één beweging werd ook de venaliteit van het rechtersambt afgeschaft: rechters waren geen "eigenaar" meer van hun ambt en konden het niet meer verkopen. De ontslagen rechters weigerden de schadevergoeding voor de onteigening.
Voltaire prees deze revolutie en was voor de opheffing van de oudste rechterambten. In de publieke opinie werd de politiek van Maupeou echter als een triomf van tirannie aanzien. Het protest van de adel, de prinsen en de gerechtshoven werd met verbanning en onderdrukking afgestraft en eind 1771 kwam er een nieuw gerechtsorgaan.
De modernisering was van korte duur. De dood van Lodewijk XV in mei 1774 en het aantreden van Lodewijk XVI betekende dat de klok werd teruggedraaid. Maupeou was niet langer de "sterke man" van de regering. Zijn ministerstitel van garde des sceaux werd hem ontnomen (als kanselier was hij onafzetbaar). De oude Parlementen werden in hun functie hersteld, waardoor er opnieuw discussies kwamen tussen de koning en de rechters en magistraten. De koninklijke macht verzandde opnieuw in immobilisme. Maupeou en Terray werden vervangen door Malesherbes en Turgot.
Maupeou trok zich terug tot aan zijn overlijden en maakte nog het einde van het ancien régime en de Franse Revolutie mee.

## Bron
- Dit artikel of een eerdere versie ervan is een (gedeeltelijke) vertaling van het artikel René-Nicolas-Charles-Augustin de Maupeou op de Duitstalige Wikipedia, dat onder de licentie Creative Commons Naamsvermelding/Gelijk delen valt. Zie de bewerkingsgeschiedenis aldaar.

- Bibliothèque nationale de France: cb12048270x (data)
- Gemeinsame Normdatei: 119208121
- International Standard Name Identifier: 0000 0000 8129 8224
- Library of Congress Control Number: n84151553
- Nationale Bibliotheek van Israël: 987007278787205171
- Nederlandse Thesaurus van Auteursnamen: 132303175
- SNAC: w6q60g6w
- Système universitaire de documentation: 069972605
- Virtual International Authority File: 51708526
- WorldCat: E39PBJf8wFWmDfPVgdQH3jXTpP